# المأمونية (أكلة)

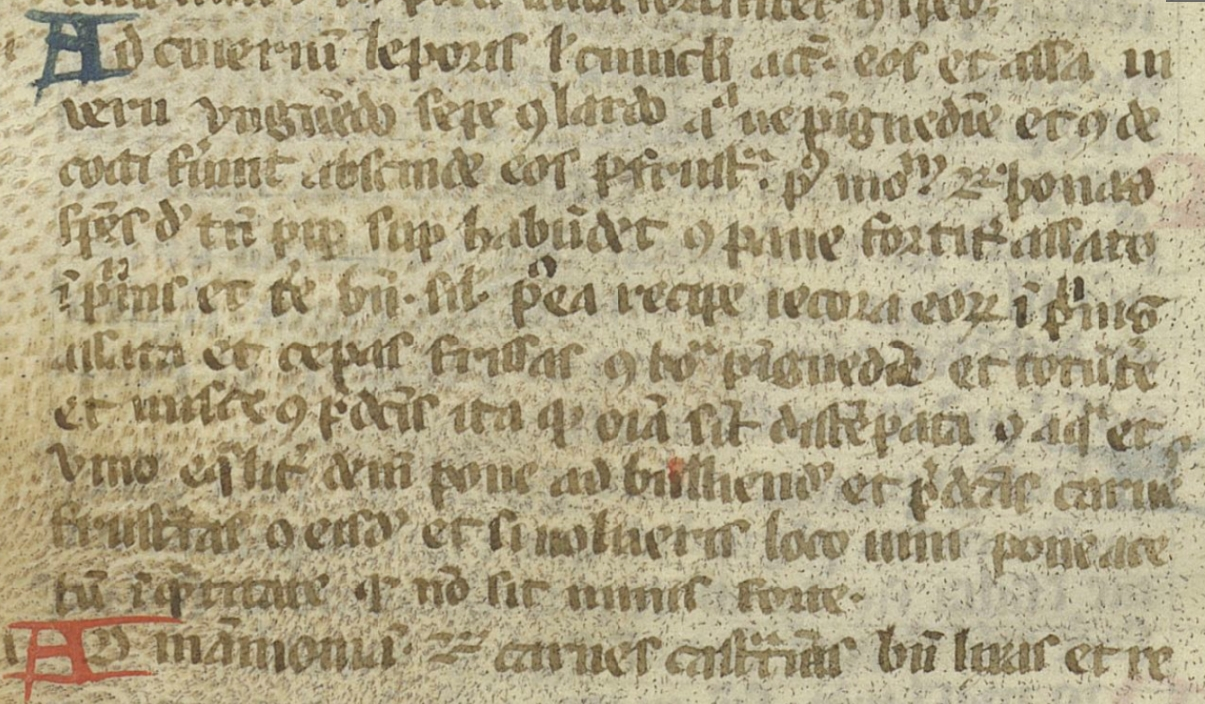

المأمونية هي حلوى من سميد وسمن وسكر وجاء في سبب تسميتها ما ذكره العلامة خير الدين الأسدي في موسوعة حلب المقارنة: إن المامونية حلوى من سميد وسمن وسكر ونعتقد هي ليست نسبة للخليفة العباسي لأن حياته مفصّلة لدينا، نعم أبدعها حلبي ويغلب أن يكون من سوق السقطية، واسم المبدع مأمون ونسبت إليه.
تعد المامونية من الوجبات الأساسية، التي تقدم صباح كل يوم جمعة على وجبة الإفطار في مدينة حلب، ويقدّم إلى جانبها الخبز الساخن والجبنة. والمامونية معروفة على مستوى الوطن العربي بإتقان صنعها ومذاقها، وتتميز الموائد الحلبية بتقديمها إلى جانب (الشعيبيات) في الأفراح والأعياد النبوية، ولا تزال مدينة حلب محافظة على هذه التقاليد إلى الآن.

## المقادير
- 1 كوب سميد خشن
- 1 كوب سكر
- 5 كوب ماء
- 1 ملعقة طعام ماء زهر
- قرفة ناعمة للزينة
- فستق مطحون للزينة
- مكعبات صغيرة جبنة فيتا للزينة
- 1 ملعقة صغيرة زبدة[2]

## طريقة التحضير
تحمى الزبدة في وعاء غير لاصق ويحمر السميد على نار متوسطة حتى يصبح زهري اللون، وفي وعاء آخر يغلى الماء والسكر ويذوب بشكل كامل.
يسكب السميد فوق الماء والسكر ببطء مع الاستمرار في التحريك حتى يتشرّب السميد السائل، وتترك على نار خفيفة قليلاً وبعدئذٍ يضاف ماء الزهر، ويزين بالقرفة والفستق أو القشطة والجبنة.